# Mia May

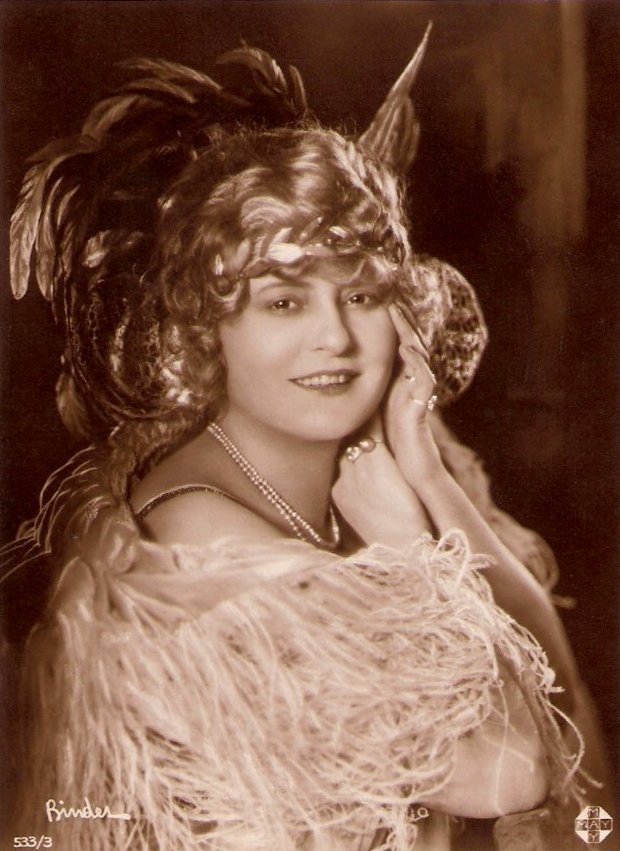
Mia May, Fotografie (um 1922) von Alexander Binder

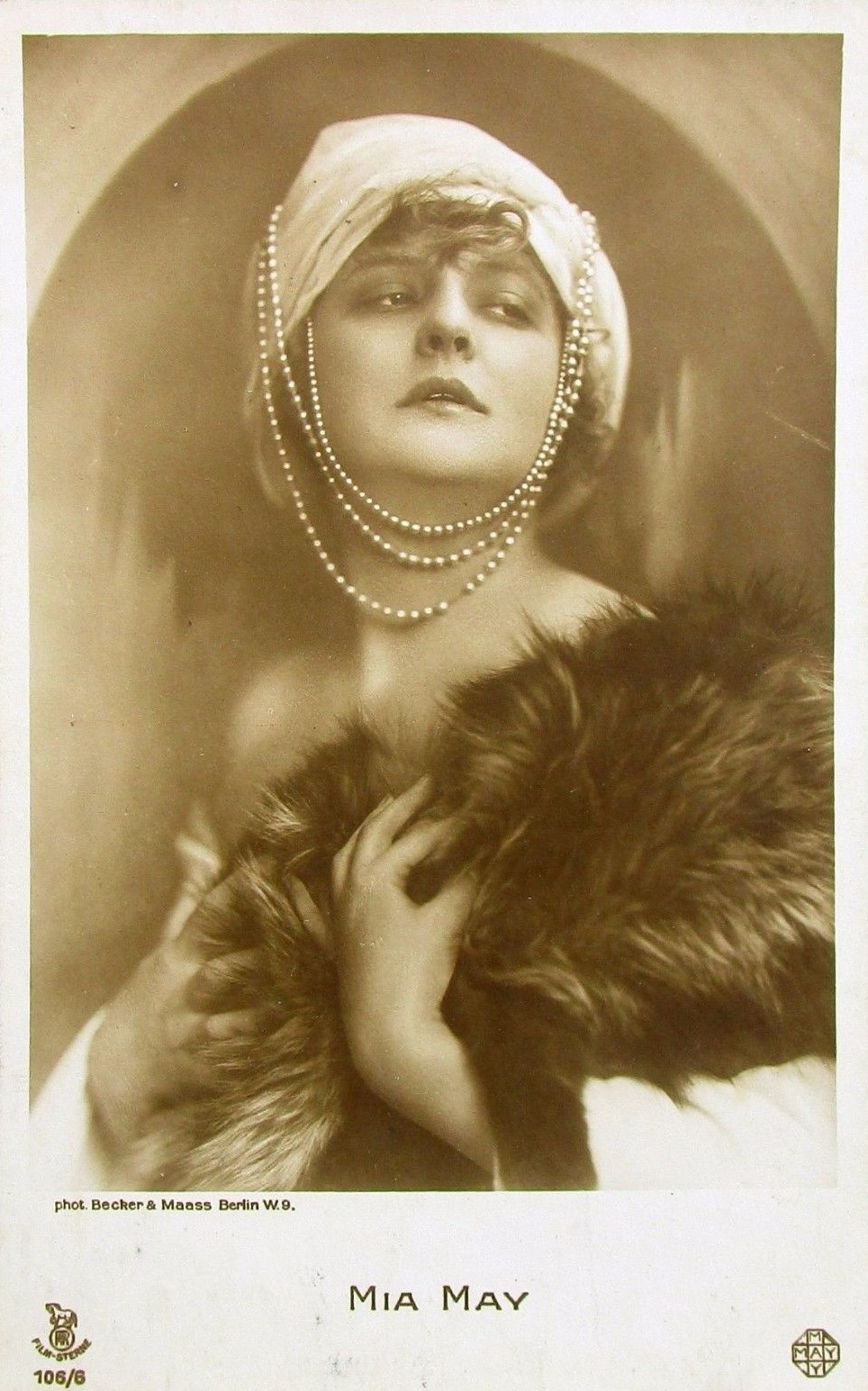
Mia May (um 1920)

Mia May, eigentlich Hermine Pfleger, (* 2. Juni 1884 in Wien, Österreich-Ungarn; † 28. November 1980 in Hollywood, USA) war eine österreichische Stummfilmschauspielerin.

## Leben

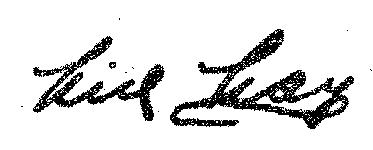
Autogramm von Mia May, 1922

Sie war die Tochter des Bäckers Johann Pfleger und seiner Ehefrau Albine geborene Steinfelder. Bereits mit fünf Jahren hatte sie ihren ersten Theaterauftritt am Jantsch-Theater und war danach dort bis zum 14. Lebensjahr oft in Kinderrollen beschäftigt. Während ihrem Besuch der Höheren Töchternschule erhielt sie Ballettunterricht bei Madame Charlé. Ihre ältere Schwester Maria Pfleger (1879–1958), die unter dem Künstlernamen Mitzi Telmont auftrat, war die zweite Frau des Wiener Kabarettisten und Komikers Heinrich Eisenbach.
Sie trat unter ihrem damaligen Künstlernamen Herma Angelot an Wiener Bühnen wie dem Apollo-Theater als Schauspielerin und Sängerin auf. 1907 heiratete sie den späteren Regisseur und Filmproduzenten Joe May. Ihre gemeinsame Tochter Eva (1902–1924), die später ebenfalls als Schauspielerin in den Produktionen von Joe May auftrat, wurde 1902 ledig geboren.
Unter dem neuen Künstlernamen Mia May ging sie 1911 nach Hamburg an Wilhelm Bendiners Neues Operettentheater, und ihr Ehemann übernahm ihren Künstlernamen für sich. 1912 ließen sich beide in Berlin nieder, wo ihr Mann als Filmregisseur engagiert worden war. Im selben Jahr trat sie in dem ersten Film ihres Mannes In der Tiefe des Schachtes als Hauptdarstellerin auf.
In den folgenden Jahren war ihre Arbeit beim Film jedoch nicht auf Produktionen von Joe May beschränkt. Ab 1916 stilisierte sie Joe May, der sich 1915 als Produzent und Regisseur selbstständig gemacht hatte, zu einer der ersten Diven des deutschen Films in einer Art Mia-May-Reihe von melodramatischen Filmen.
Sie spielte Hauptrollen in Fritz Langs Das wandernde Bild (1920) und vor allem in den großen Joe-May-Produktionen Veritas vincit (1919), Die Herrin der Welt (1919/20), Das indische Grabmal (1921) und Tragödie der Liebe (1923).
Nach dem Suizid ihrer Tochter Eva May 1924 beendete sie ihre Schauspielerkarriere. Gemeinsam mit ihrem Mann emigrierte sie 1933 über Frankreich in die USA. 1949 eröffnete sie mit ihrem Mann das Restaurant Blue Danube in West Los Angeles, das sich aber nur kurze Zeit halten konnte.

## Filmografie (Auswahl)
- 1912: In der Tiefe des Schachtes
- 1914: Ketten der Vergangenheit
- 1915: Sein schwierigster Fall
- 1916: Die Sünde der Helga Arndt
- 1916: Arme Eva Maria
- 1916: Ein einsam Grab
- 1916: Charly, der Wunderaffe
- 1916: Die Gespensteruhr
- 1916: Nebel und Sonne
- 1917: Ehre
- 1917: Die Silhouette des Teufels
- 1917: Die Liebe der Hetty Raymond
- 1917: Hilde Warren und der Tod
- 1917: Der schwarze Chauffeur
- 1917: Ein Lichtstrahl im Dunkel
- 1918: Die Bettelgräfin
- 1918: Wogen des Schicksals
- 1918: Ihr großes Geheimnis
- 1918: Das Opfer
- 1919: Veritas vincit
- 1919: Die platonische Ehe
- 1919: Der Amönenhof
- 1919: Fräulein Zahnarzt
- 1919/20: Die Herrin der Welt (8 Teile)
- 1920: Die Schuld der Lavinia Morland
- 1920: Das wandernde Bild
- 1921: Der Leidensweg der Inge Krafft
- 1921: Das indische Grabmal (2 Teile)
- 1923: Tragödie der Liebe (4 Teile)
- 1924: Die Liebesbriefe der Baronin von S…

## Auszeichnungen
- 1969: Bundesfilmpreis (Ehrenpreis)